# Eupseudomorpha brillians
Eupseudomorpha brillians là một loài bướm đêm trong họ Noctuidae.